# محمد اقبال‌الدوله
میرزا محمدخان غفاری کاشانی ملقب به امین خلوت و اقبال الدوله کاشی (۱۲۶۴ قمری - ۱۳۴۲ قمری) از رجال قاجار بود که حکومت ولایات مختلف ایران را عهده دار شد.
پدرش میرزا هاشم خان امین الدوله کاشی رئیس عمله خلوت ناصرالدین شاه بود. خودش نیز در آغاز پیشخدمت و از عمله خلوت ناصرالدین شاه بود. در سال ۱۲۸۸ قمری تفنگدارباشی شاه شد و در سال ۱۲۹۰ با او به فرنگ رفت. با درگذشت پدرش در ۱۲۹۴ رئیس عمله خلوت شد و در شوال ۱۲۹۹ (امرداد ۱۲۶۱ خورشیدی) لقب اقبال الدوله گرفت. سپس به عنوان حکمران به ولایات فرستاده شد. در سال ۱۳۰۶ که حاکم کاشان بود به علت شکایت مردم، برکنار و به تهران فراخوانده شد. در سال ۱۳۱۰ رئیس خالصه جات (املاک سلطنتی) و در ۱۳۱۶ حاکم کرمانشاه شد. سپس به کاشان تبعید شد و در بازگشت به تهران در سال ۱۳۲۲ مدتی رئیس قورخانه شد.  پس از مشروطیت در سال ۱۳۲۶ حاکم اصفهان شد و سال بعد که در جریان استبداد صغیر که بختیاریها به اصفهان حمله کردند، حاکم اصفهان بود که به کنسولگری انگلیس پناهنده شد و سپس به تهران رفت. 
اقبال الدوله در پی برکناری امیر مفخم بختیاری از حکومت کرمانشاه در خرداد ۱۲۹۴ خورشیدی (رجب ۱۳۳۳) حاکم این ولایت شد. در همان سال که با پیشروی ارتش روسیه بسوی تهران، مجلس شورای ملی تعطیل شد، نمایندگان به کرمانشاه رفتند و دولتی به ریاست نظام السلطنه مافی تشکیل دادند. اقبال‌الدوله این دولت را یاغی و غیرقانونی می دانست و در برابر آن ایستاد اما در نهایت ناچار به ترک کرمانشاه شد. وقتی روسها کرمانشاه را گرفتند، دوباره بر سر حکومت خود بازگشت.
اقبال الدوله کاشی در سال ۱۳۴۲ هجری قمری در تهران درگذشت و در مقبره عمویش فرخ خان امین الدوله در حرم حضرت معصومه واقع در قم به خاک سپرده شد. او با فاطمه سلطان خانم دختر فرخ خان ازدواج کرده و بلااولاد بود.